# Központi stadion (Taraz)
A Központi stadion (kazak nyelven: Орталық Стадион, azaz Ortalik Sztadion) egy különböző sportesemények megrendezésére alkalmas létesítmény Tarazban, Kazahsztánban. 1976-ban épült, jelenleg a Taraz FK labdarúgócsapata játssza itt hazai mérkőzéseit.
A pálya felülete fű, 12 525 néző befogadására alkalmas, a játéktér futópályával kerített. A stadion eredményjelzővel rendelkezik, a pályát műanyag ülőhelyekkel ellátott lelátó öleli körül.

## Külső hivatkozások
- worldstadiums.com (angolul)